# Hector Rail
Hector Rail er et svensk jernbaneselskab, som siden sin etablering i 2004 har kørt godstrafik i Sverige og i Norge samt gennem Danmark til Ruhr-distriktet i Tyskland. 
Størstedelen af Hector Rails' virksomhed er baseret i Hallsberg syd for Örebro, men selskabet har personale i flere områder, da trafikken strækker sig fra Piteå i det nordlige Sverige til Wanne-Eickel i Tyskland. Siden starten har Hector Rail ekspanderet markant.

## Togtyper
- 3 – HR type 141
- 11 – HR type 142
- 6 – HR type 161
- 12 – HR type 241
- 2 – HR type 441
- 7 – HR type 242
- 4 – HR type 841
- 3 – HR type 921
- 2 – HR type 941
- 2 – HR type 942